# Giuseppe Perentin

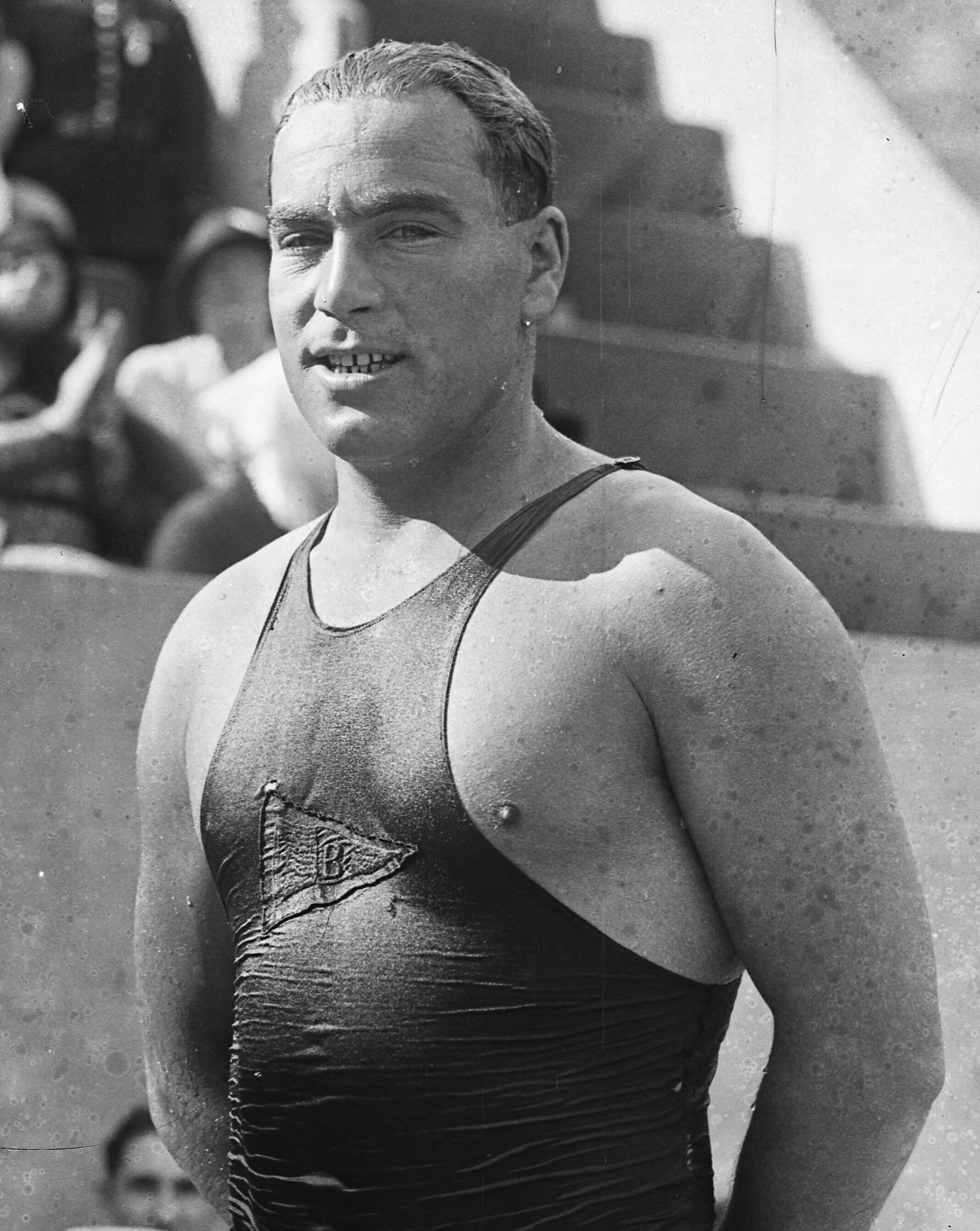
Giuseppe Perentin (1931)

Giuseppe Perentin (* 21. Februar 1906 in Izola; † 4. März 1981 in Triest) war ein italienischer Schwimmer. Er gewann bei Schwimmeuropameisterschaften zwei Silbermedaillen.

## Karriere
Giuseppe Perentin trat während seiner Militärzeit für Bologna Sportiva an. Später startete er für Edera Trieste. 1927 war er italienischer Meister über 400 Meter Freistil, über 1500 Meter Freistil war er Meister in den Jahren 1927, 1928, 1931, 1933 und 1936.
Bei den Schwimmeuropameisterschaften 1927 in Bologna siegte über 1500 Meter Freistil der Schwede Arne Borg mit mehr als zweieinhalb Minuten Vorsprung vor Giuseppe Perentin, der im Ziel zehn Sekunden vor dem Deutschen Joachim Rademacher lag. 1928 bei den Olympischen Spielen in Amsterdam schied Perentin mit der 4-mal-200-Meter-Freistilstaffel im Vorlauf aus. Über 1500 Meter Freistil erreichte Perentin das Halbfinale. Er war damit aber zweitbester Europäer hinter Arne Borg.
Bei den Schwimmeuropameisterschaften 1931 in Paris wurde Perentin wie vier Jahre zuvor Zweiter über 1500 Meter Freistil. Er schlug 1,6 Sekunden nach dem Ungarn Olivér Halassy an und 19 Sekunden vor seinem Landsmann Paolo Costoli. 1932 bestand das italienische Schwimmteam bei den Olympischen Spielen in Los Angeles aus Giuseppe Perentin und Paolo Costoli. Beide traten über 400 Meter Freistil und über 1500 Meter Freistil an. Über 400 Meter Freistil schieden beide im Halbfinale aus. Jean Taris erreichte als einziger Europäer das Finale. Über 1500 Meter Freistil schied Perentin im Vorlauf und Costoli im Halbfinale aus, auch hier war der Franzose Taris der einzige Europäer im Endlauf.